# Versbach
Versbach ist ein Stadtbezirk und gleichzeitig ein Stadtteil der Stadt Würzburg mit etwa 7000 Einwohnern.

## Geschichte
Aufgrund seiner Tallage und der hoch gelegenen Felder war Versbach einst eine landwirtschaftlich geprägte Kleingemeinde. Durch die Pleichach waren Fischfang und das Transportwesen weitere Grundpfeiler für die frühe Blüte Versbachs.
Mit der Errichtung einer Kirche auf einer altgermanischen Kult- und Opferstätte, der Heide, wurde Versbach christianisiert.
Wegen seines ländlichen Charakters und der Nähe zu Würzburg, wurde das Pfarrdorf Versbach immer beliebter bei Natur- und Geisteswissenschaftlern der Würzburger Universität. Seine erste moderne Wasserleitung erhielt Versbach 1903.
Beim Bomber-Angriff der Alliierten auf Würzburg am 16. März 1945 wurde Versbach von den Bomben verschont. Bei den folgenden Tagesangriffen wurde jedoch auch Versbach am 26. März 1945 bombardiert, wobei sieben Einwohner starben und unter anderem 150 Häuser beschädigt wurden und auch die 1909 gebaute Schule zum Teil zerstört wurde. Im Schuljahr 1947/48 wurden in der Versbacher Schule wieder 512 Schüler unterrichtet.
Im Juli 1952 erteilte das Bayerische Staatsministerium des Innern die Zustimmung zur Führung des Wappens mit dem Löwenkopf. Zum 1. Januar 1978 wurde Versbach von Würzburg zwangseingemeindet, die Stadt Würzburg versprach im Gegenzug die Anbindung an die Stadt über eine Straßenbahn, die jedoch bis heute nicht realisiert wurde.

## Bildung
Es gibt folgende Einrichtungen:
- Kindergärten: Katholischer Kindergarten St. Jakobus mit vier Gruppen, evangelisch-lutherischer Kindergarten „Villa Wichtel“ mit drei Gruppen.
- Schule: Grundschule „Volksschule Versbach“ mit vier doppelzügigen Jahrgangsstufen
- Realschule: Wolffskeelrealschule mit sechs Jahrgangsstufen

## Situation des Stadtteils
Versbach gilt als familienfreundlicher Stadtteil, mit guten Lebensbedingungen wie Kindergarten und Grundschule sowie Sportmöglichkeiten.
Zu den aktuellen Herausforderungen zählt die hohe Verkehrsbelastung durch die Durchgangsstraße sowie die als verbesserungsfähig empfundene Anschließung des öffentlichen Nahverkehrs.
Die Stadtverwaltung Würzburg mühte sich 2014/2015 um Bevölkerungsbeteiligung in der Weiterentwicklung des Stadtteils, durch das Angebot eines ISEK-Prozesses (Integriertes Stadtteil-Entwicklungs-Konzept).
Zur Verbesserung der Verkehrserschließung wird seit mehreren Jahren über eine Straßenbahnanbindung über den Stadtteil Lindleinsmühle zur Innenstadt diskutiert.
Der Stadtteil wird (in alphabetischer Reihenfolge) im Stadtrat vertreten durch:
- Josef Hoffmann (FWG)
- Antonio Pecoraro (Bündnis 90/Die Grünen)
- Sebastian Roth (Die Linke)

## Sport
Es gibt folgende Einrichtungen:
- Sportbund Versbach 1862 e. V.[12], dessen Tischtennisabteilung zeitweilig in der 3. Bundesliga spielt[13], sich um die Förderung des Breitensports mit der Aktion „Versbach bewegt sich“ kümmert[14] und der 2022 eine eigene Sporthalle realisierte[15]
- Schützengesellschaft Hubertus 1895 Versbach e. V.[16]

Von besonderer Bedeutung für das regionale Sportleben ist die Schwimmhalle, die in die Wolfskeel-Schule integriert ist., mit Ausstrahlung bis nach Rimpar.

## Zivilgesellschaftliches Engagement
Die Freiwillige Feuerwehr Versbach ist eine von sechs Feuerwehren in der Stadt Würzburg und  bedient mit insgesamt drei Einsatzfahrzeugen v. a. den nördlichen Bereich der Stadt Würzburg.

## Kultur und Sehenswürdigkeiten

### Baudenkmäler
→ Liste der Baudenkmäler in Versbach